# 유태오
유태오(1981년 4월 11일 ~ )는 대한민국의 배우이다. 독일 쾰른서 태어나고 자랐으며 고등학교를 졸업한 후 미국과 영국으로 유학하여 연기를 공부했다. 아버지는 파독 광부 출신이고 어머니는 파독 간호사 출신이라고 한다. 2008년에 한국 배우로 데뷔하였다.

## 학력
- 뉴욕 리스트라스버그 연기학교 (Lee Strasberg Theatre and Film Institute)
- 영국 왕립연극학교(Royal Academy of Dramatic Arts)

## 사생활
미국 뉴욕에서 만난 사진 작가 니키 리와 2007년 결혼하였다.

## 출연작

### 영화
- 《Kim Bab》 (2003년) 단편, 독일
- 《브루클린 바운드》 (2004년) - 토미 우 역
- 《데이 나잇 데이 나잇》 (2006년) - 운전사 역
- 《여배우들》 (2009년) - 에밀 역
- 《Innocent when you dream》 (2010년) - 구스타프 제르가 역
- 《상하이 스트레인저스》 (2012년)
- 《러브픽션》 (2012년) - 독일 출판사 비서 역
- 《자칼이 온다》 (2012년) - 콧수염 역
- 《일대일》 (2014년) - 그림자 3 역
- 《열정같은소리하고있네》 (2015년) - 제이 역
- 《서울 캠프 1986》 (2015년) - 클라우스 김 역
- 《이퀄스》 (2015년) - 피터 역
- 《룩 콩 라오》 (2017년) - 미스터 김 역
- 《레토》 (2018년) - 빅토르 최 역
- 《림》 (2018년) - Teo 역
- 《비트코인 하이스트》 (2019년) - 토머스 역
- 《버티고》 (2019년) - 진수 역
- 《블랙머니》 (2019년) - 스티브 정 역
- 《담보》 (2020년) - 유덕화 역
- 《새해전야》 (2021년) - 래환 역
- 《패스트 라이브즈》 (2023년) - 해성 역
- 《더러운 돈에 손대지 마라》 (2024년) - 장지양 역

### 드라마
- 《출출한 여자 시즌 2》 (2016년, 웹드라마) - 테오 역
- 《아스달 연대기》 (2019년, tvN) - 라가즈 역
- 《배가본드》 (2019년, SBS) - 제롬 역
- 《초콜릿》 (2019년, JTBC) - 권민성 역
- 《머니게임》 (2020년, tvN) - 유진한 역
- 《보건교사 안은영》 (2020년, NETFLIX) - 매켄지 역
- 《드라마 스테이지 - 대리인간》 (2021년, tvN) - 윤재호 역
- 《Dr. 브레인》 (2021년, 애플 TV+)
- 《연애대전》 (2023년, 넷플릭스) - 남강호 역
- 《세상에서 가장 나쁜 소년》 (미정, 디즈니+)
- 《더 리크루트 시즌2》 (미정, 넷플릭스)

### 방송
- 《버저비터》 (2017년, tvN)
- 《섹션TV 연예통신》 (2018년, MBC) - ep.945
- 《뉴스데스크》 (2018년, MBC) - 📺5/28
- 《한밤의 TV연예》 (2018년, SBS) - ep.69
- 《스탠 바이 미》 (2019년, YTN) - ep.7
- 《출발! 비디오 여행》 (2020년, MBC) - ep.1314 숨보명 코너
- 《방구석 1열》 (2020년, JTBC) - ep.135
- 《런닝맨》 (2020년, SBS) - ep.535
- 《전지적 참견 시점》 (2021년, MBC) - ep.135
- 《우도주막》 (2021년, tvN) - ep. 1-9 고정출연
- 《도레미 마켓》 (2023년, tvN) - ep.250
- 《전지적 참견 시점》 (2023년, MBC) - ep.238
- 《유 퀴즈 온 더 블럭》 (2024년, tvN) - ep.234
- 《태어난 김에 음악일주》 (2024년, MBC) - 고정출연
- 《전지적 참견 시점》 (2024년, MBC) - ep.318

### 광고
- 《소셜 네트워크 인터랙션 뮤비[Episode X3]》 (2011년,BMV코리아)
- 《증류수 술 [화요]》 (2013년)
- 《SK 텔레콤 가능성의 릴레이, Tech 리더십편》 (2014년)
- 《갤럭시 S10 5G광고》 (2019년)
- 《삼성 냉장고 셰프컬렉션》 (2020년)

## 수상
- 2018년 제26회 대한민국 문화연예대상 영화 부문 신인상
- 2021년 제41회 청룡영화상 신인남우상
- 2024년 MBC 방송연예대상 리얼리티 부문 남자 인기상